# Krapperup slot
Krapperup (før 1658 dansk: Krapperup slot) er et slot i det tidligere Luggude herred på den skånske vestkyst på Kullen.

## Historie
Omkring midten af 1300-tallet skriver ridderen Peder Stigsen sig til Krapperup. Krapperup, eller Krappatorp/Krapparp som det hed dengang var herefter – og muligvis også tidligere – i slægten Krognos eje frem til 1540, hvorefter det overgik til slægten Podebusk, og senere adelsslægten Rantzau.
Slottet var dengang en klassisk borg med ringmur, voldgrav og et højt forsvarstårn (tårnet blev revet ned i slutningen af 1600-tallet). Ombygningerne i 16 og 1700-tallet gav herregården sit nuværende udseende. De syvtakkede kridtstensstjerner, der er Gyldenstierne-slægtens våbenskjold, på facaden blev tilføjet i begyndelsen af 1600-tallet.
1667 solgte Rantzau-slægten Krapperup til Maria Sophia De la Gardie, der købte slottet for at støtte forsvenskningen af Skåne efter freden i Roskilde i 1658. Hun købte samtidigt en kulmine i nærheden og drev minedrift. Under den Skånske Krig 1675–79 så bønderne i Kullen deres chance og brændte dele af det svenskejede slot af.
Efter flere ejerskift, hvor bl.a. sprogforskeren John Gabriel Sparfwenfeldt ejede godset i et par år, blev brødrene Peter Gotthard og Johan Henrich von Koch i 1734 ejere af godset. Peter Gotthard von Koch gjorde Krapperup fideikommis for sin nevø Christopher Koch og hans arvinger. Efter nevøens død i 1809 overgik fideikommisset til svigersønnen Carl Christoffer Gyllenstierna gift med Antoinette von Koch. Deres søn, Nils Christoffer Gyllenstierna var en fremragende botaniker og zoolog og gjorde Krapperup til et videnskabeligt center. Da loven om fideikommis ophævedes i 1967 overlod Gustav Gyllenstierna slottet og godsets 2750 hektar til Gyllenstierne-Krapperup stiftelsen.
Krapperup har traditionelt støttet og finansieret Brunnby kirke og Arilds kapel. Godset har haft betydelige besiddelser af gårde specielt i Kullabyen og Brunnby sogn. Fiskerbyer Mölle og Arild har mere eller mindre været ejet af slottet, og beboerne skal betale leje til slotsherrerne på Krapperup.

## Andre bygninger
Den sydlige ydre længe blev bygget i 1807 som stald for køre- og rideheste. I dag er anvendes huset af slotsgartnerne.
Brænderiet, stenhuset ved vejen, blev bygget i 1788 som destilleri. Fra 1850 var det gårdens mejeri. I dag anvendes huset delvis til boligformål.
Avlsbygninger med kunstgalleri og teater: Nord for den ydre slotsgård ligger avlsbygningerne, mod syd kostalden opført i 1812, som nu anvendes til musik og teater, granitbygningen mod øst, langs vejen er fra 1850 og huser kunstgalleriet og museum. Bygningen var tidligere stald for ungkvæg og arbejdsheste og kyllingefarm i 1970'erne. Kunstgalleriet drives af Kullen Kunstforening. Bindingsværkslængen, der afgrænser avlsgården fra rosenhaven, er den gamle svinesti. Her og i det nordlige bindingsværkshus, tidligere gårdens værksted, er der nu cafe og en lille butik til Krapperups besøgende.
Bräcke mølle, som ligger få hundrede meter syd for Krapperup, har tidligere tilhørt Krapperup, men ejes nu af Kullabygdens Hembygdsförening.

## Parken
Krapperup slotspark er åben for offentligheden året rundt. Parken har en rosenhave, som ligger lige nord for slottet, buksbom beplantninger, staudebede og masser af rododendron. I bunden af parken er en guldfiskedam med kinesisk-inspirerede røde broer, hvor fugle af forskellige arter trives. Syd for slottet tæt ved vejen findes endnu en fugledam.

## Galleri
- Krapperup slot
- Krapperup slot, med de syvtakkede stjerner på facaden
- Krapperups slotspark